# Zaladane
Zaladane es una hechicera y villana ficticia que aparece en los cómics estadounidenses publicados por Marvel Comics.

## Historia de publicación
El personaje apareció por primera vez en Astonishing Tales #3 en septiembre de 1970 y fue creada por Gerry Conway y Barry Windsor-Smith.

## Biografía ficticia
Zaladane es un personaje ficticio, una hechicera y suma sacerdotisa del dios Sol Garokk, el Hombre Petrificado. Ella es la supuesta hermana de Polaris, una afirmación hecha en un momento en que la propia ascendencia de Polaris aún no había sido confirmada.
Zaladane era la suma sacerdotisa guerrera y reina del Pueblo del Sol, que vivía en la Tierra Salvaje. Intentó liderar al Pueblo del Sol en una guerra para conquistar a los demás pueblos. Las armas de su ejército fueron destruidas por Garokk, por lo que intentó obligar a este a cumplir sus órdenes, pero fue atacada por él. Ka-Zar la derrotó y aparentemente la destruyó. Zaladane reapareció más tarde y transformó mágicamente a su cautivo Kirk Marston en Garokk, dotándolo de la conciencia del Garokk original. Ella ayudó a Garokk a intentar unir a las tribus de la Tierra Salvaje bajo su liderazgo. Capturó a los X-Men y Ka-Zar, pero los primeros frustraron sus planes.
Años más tarde, Zaladane se convirtió en la asistente del Alto Evolucionador en su proyecto para restaurar la Tierra Salvaje después de su casi destrucción por el alienígena Terminus. Zaladane estaba aliado con los mutados de la Tierra Salvaje (nativos de la Tierra Salvaje a quienes Magneto les había otorgado poderes sobrehumanos a través de una mutación inducida artificialmente), y con ellos conspiró para conquistar la Tierra Salvaje.
En su búsqueda de poder, ella, con la ayuda del mutado Gusano, esclavizó a muchos de los nativos de la tierra y secuestró a Polaris para robar sus poderes magnéticos con alguna maquinaria dejada por el Alto Evolucionador y operada por Brainchild. Fue aquí donde le afirmó a Lorna que en realidad era su "hermana". Luego, Zaladane dirigió un ejército en un intento de conquistar la Tierra Salvaje. Ella capturó a Ka-Zar, Shanna y varios X-Men, pero finalmente la derrotaron. Cuando Lorna llegó a la isla Muir después de perder sus poderes magnéticos, Moira MacTaggert la examinó debido a la repentina aparición de una nueva mutación de poder. Moira confirmó durante las pruebas que la única forma en que Zaladane podría haberle quitado los poderes a Lorna era si ella fuera una hermana biológica.
Con los poderes magnéticos de Polaris, Zaladane se apoderó de la Tierra Salvaje. Ella dirigió su ejército formado por los mutados de la Tierra Salvaje contra las fuerzas de Magneto, Ka-Zar, Rogue, Nick Furia y S.H.I.E.L.D.. Buscó dominar el mundo y capturó a Magneto, Shanna y Nereel, y también intentó robar los poderes de Magneto. Después de una serie de ataques uniendo las distintas tribus de esa región lograron distraer a Zaladane, permitiendo a Magneto usar la máquina para recuperar su poder. Poco después, Magneto ejecutó a Zaladane, quien fue empalada por un objeto propulsado por fuerzas magnéticas proyectadas por Magneto. En el momento de su muerte, ni Zaladane ni Magneto eran conscientes de su posible relación consanguínea.
Algún tiempo después de la muerte de Zaladane y el incidente del Rey Sombra, los poderes de Polaris le fueron devueltos.

## Poderes y habilidades
Zaladane es una hechicera con un amplio conocimiento de hechicería y la capacidad de ejercer y manipular las fuerzas de la magia para obtener una variedad indefinida de efectos. Ella ha utilizado principalmente estos poderes para el control mental y la proyección de energía limitada. Durante un tiempo ejerció la capacidad de controlar las fuerzas magnéticas de una manera similar a Magneto, pero de una naturaleza más limitada.
Ella afirmó ser una mutada (una humana alterada mutagénicamente en lugar de una mutante nata). Sin embargo, la naturaleza de su mutación inducida artificialmente nunca fue revelada. Pudo robar los poderes de Polaris y Magneto por un tiempo con la ayuda de una máquina.
Zaladane fue entrenado en las habilidades de combate del Pueblo del Sol. A veces llevaba chalecos antibalas de composición desconocida y empuñaba lanzas y bombas-antorcha (bombas incendiarias cargadas de productos químicos). Tuvo acceso a varios equipos científicamente avanzados, incluidos skysleds (vehículos aéreos avanzados) y dispositivos como el transmutador, anteriormente perteneciente al Alto Evolucionador y modificado por Brainchild. Zaladane también montó dinosaurios, pterodáctilos y diatrymas (pájaros gigantes no voladores) entrenados para llevar jinetes.

## En otros medios
Zaladane apareció en el episodio de dos partes de X-Men "Savage Land, Strange Heart". Ella trabajó con Garokk en un complot para liberarlo. Finalmente, el complot se detuvo debido a una pelea entre Garokk y Sauron que volvió a encarcelar a Garrokk en la Tierra Salvaje.